# Алексеевское (Калининский район)
Алексеевское — деревня в Калининском районе Тверской области. Входит в состав Бурашевского сельского поселения.

## География
Деревня находится в юго-восточной части Тверской области на расстоянии приблизительно 7 км на юг от города Тверь к востоку от деревни Бурашево.

## История
Деревня была отмечена на карте ещё 1853 года. В 1859 году здесь (деревня Тверского уезда Тверской губернии) было учтено 8 дворов. В 1941 году отмечено 34 двора.

## Население
Численность населения: 64 человека (1859 год), 3 (русские 100 %) в 2002 году, 6 в 2010.